# Jalisco
Jalisco is een van de 31 staten van Mexico. Jalisco grenst aan de Grote Oceaan in het westen, aan Nayarit in het noordwesten, aan Zacatecas, Aguascalientes en San Luis Potosí in het noorden, aan Guanajuato in het oosten, en aan Colima en Michoacán in het zuiden. Jalisco heeft een oppervlakte van 80.386 km² en 8.348.151 inwoners (2020). De hoofdstad en eveneens de grootste stad van Jalisco is Guadalajara. Andere grote steden in Jalisco zijn Zapopan, Chapala, Ciudad Guzmán, en de badplaats Puerto Vallarta.

## Geografie
Verschillende toppen van de Westelijke Sierra Madre en de Trans-Mexicaanse Vulkanengordel verheffen zich in Jalisco. Met 4330 meter is de Colimavulkaan de hoogste top van de staat. Diverse rivieren doorsnijden de staat, waarvan de Río Lerma, Río Ameca en de Río Grande de Santiago de bekendste zijn. In het oosten van de staat bevindt zich het Chapalameer, het grootste natuurlijke meer van Mexico. 
Het klimaat van de staat is subtropisch en Jalisco heeft dan ook een groen uiterlijk.

## Bevolking
Volgens de census van 2020 had de staat 8.348.151 inwoners, waarmee het de op twee na bevolkingsrijkste staat van Mexico was. Slechts 0,4% van de bevolking van Jalisco spreekt een indiaanse taal, voornamelijk Huichol en in mindere mate Nahuatl en Purépecha. Twee derde van de bevolking woont in de agglomeratie Guadalajara. Jalisco is de economische motor van het westen van Mexico. Belangrijkste inkomstenbronnen zijn de landbouw (incl. tequila en chocola), zware industrie, ICT en financiële dienstverlening.
Inwoners van Jalisco worden in het Spaans Jalisciences genoemd.

## Geschiedenis
Jalisco komt van het Nahuatl Xalixco, wat zoiets betekent als "plaats waar zand op de grond ligt". Tijdens de Meso-Amerikaanse Oudheid was Xalixco een koninkrijk. In 1122 had het de onafhankelijkheid op de Tolteken bevochten, en vervolgens werden het vijanden van de Tarasken. Aangezien de Tarasken vijanden van de Azteken waren onderhield Xalixco goede banden met de Azteken. In 1539 werd Xalixco door de Spaanse veroveraar Nuño Beltrán de Guzmán onderworpen. Door het wrede bestuur van "bloederige Guzmán" kwam de oorspronkelijke bevolking al snel in opstand. In 1541, tijdens de opstand die bekendstaat als de Mixtónoorlog, wist de indiaanse leider Tenamaxtli de Spanjaarden bijna geheel uit Xalixco te verdrijven. Guadalajara kon hij echter niet innemen en aan het einde van het jaar was de opstand de kop ingedrukt. Xalixco werd als Nieuw-Galicië onderdeel van het onderkoninkrijk Nieuw-Spanje. Vrede werd het evenwel niet, nog vijftig jaar lang hadden de Spanjaarden hun handen vol aan de opstandige Chichimeken.
Tijdens de Mexicaanse Onafhankelijkheidsoorlog in 1810 wist Miguel Hidalgo Guadalajara in te nemen. Een jaar later werd hij echter vernietigend verslagen, en Jalisco kwam terug in Spaanse handen. Na de onafhankelijkheid van Mexico werd Jalisco in 1824 een deelstaat van Mexico. Op last van Benito Juárez werd in 1867 het territorium van Tepic van Jalisco afgescheiden, dat later de staat Nayarit zou worden. Jalisco is sinds de onafhankelijkheid regelmatig het toneel geweest van gevechtshandelingen, meestal tussen de antiklerikale regering en de gelovige bevolking. Onder andere tijdens de Hervormingsoorlog in het midden van de 19e eeuw is in Jalisco hevig gevochten, evenals tijdens de cristero-opstand van de jaren 1920.
In de twintigste eeuw groeide Jalisco uit tot een belangrijk economisch centrum, maar zoals de rest van Mexico kwam Jalisco in de politieke greep van de Institutioneel Revolutionaire Partij (PRI). Een explosieramp in Guadalajara in 1992 en de moord op kardinaal Juan Jesús Posadas Ocampo van Guadalajara in 1993 zorgden er samen met de economische crisis voor dat de PRI in Jalisco als een van de eerste staten van Mexico zijn machtspositie verloor. In 1994 werd Alberto Cárdenas, van de conservatieve Nationale Actiepartij (PAN) tot gouverneur gekozen. Deze partij leverde drie opeenvolgende gouverneurs, waarvan Emilio González Márquez (2007-2013) de laatste was. In 2013 leverde de PRI wederom de gouverneur. In 2018 werd Enrique Alfaro Ramírez van de Partij van de Burgerbeweging tot gouverneur gekozen. Hij werd opgevolgd in 2024 door zijn partijgenoot Pablo Lemus Navarro.  

## Cultuur

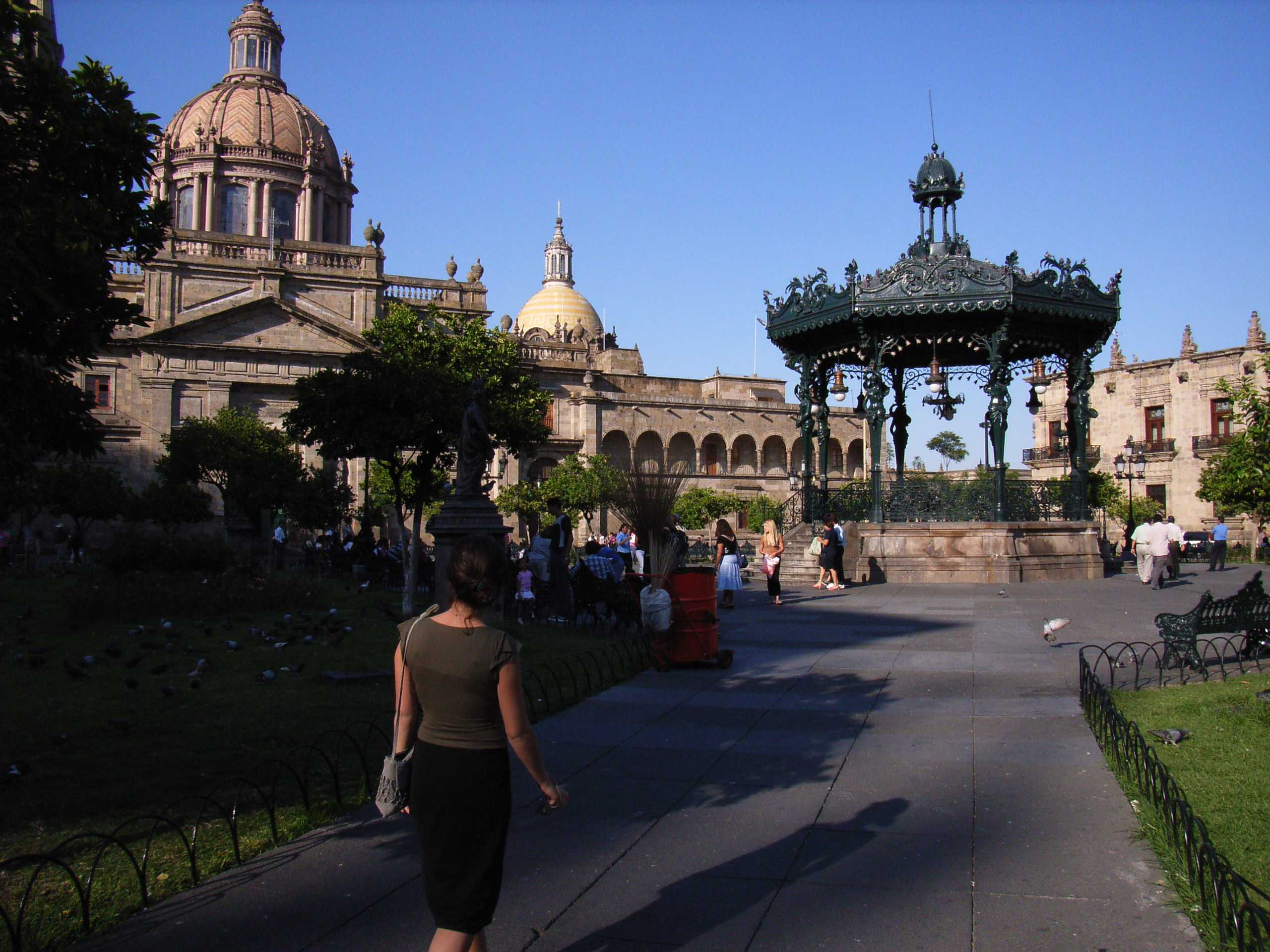
Het Plaza de Armas en de kathedraal van Guadalajara

Veel dingen die als typisch Mexicaans beschouwd worden, zoals tequila, de sombrero en mariachis, komen oorspronkelijk uit Jalisco. Jalisco staat in Mexico bekend als een conservatief bolwerk waar de Rooms-Katholieke Kerk nog veel invloed heeft. De stad Zapopan is een pelgrimsoord vanwege de Maagd van Zapopan.
In Jalisco zijn twee monumenten opgenomen op de lijst van Werelderfgoed, het Hospicio Cabañas in Guadalajara en het Agavelandschap en de oude industriële faciliteiten van Tequila.

## Gemeenten
Jalisco bestaat uit 125 gemeenten, zie Lijst van gemeenten van Jalisco.